# Пемагачел
Пемагачел (на дзонгкха: པད་མ་དགའ་ཚལ་རྫོང་ཁག་) е един от 20-те окръга на Бутан. Населението му е 23 632 жители (по преброяване от май 2017 г.), а площта 1022 кв. км. Намира се в часова зона UTC+6. ISO 3166 – 2 кодът му е BT-43.